# 행렬광학
행렬광학은 근축 광선만을 고려하여 풀 수 있는 충분히 간단한 문제에서 행렬을 이용해 선형적으로 광선 추적을 수행하는 방법이다. 행렬광학에서, 광선의 상태는 2 × 1 벡터, 이를 변화시키는 광학 요소(진행, 굴절면, 반사면)는 2 × 2 전달 행렬로 기술한다. 각 구성요소의 행렬을 연속적으로 곱하면, 복합적인 광학계 또한 하나의 전달 행렬로 간단하게 표현할 수 있다.
행렬광학의 유도에는 근축 가정이 필수적이다. 다시 말해, 광선의 진행방향이 광축에 대해, 근사 sin θ ≈ θ가 성립하도록하는 작은 각도를 이루어야 한다.